# Lagisca vesiculosa
Lagisca vesiculosa är en ringmaskart som först beskrevs av Grube 1877.  Lagisca vesiculosa ingår i släktet Lagisca och familjen Polynoidae. Inga underarter finns listade i Catalogue of Life.